# مايكل ديلورا
مايكل ديلورا (بالألمانية: Michael Delura) مواليد 1 يوليو 1985 في غلزنكيرشن، ألمانيا الغربية، هو لاعب كرة قدم ألماني سابق كان يلعب كلاعب وسط. لعب خلال مسيرته 161 مباراة سجل خلالها 20 هدفاً.

## المسيرة الاحترافية

### أندية لعب لها
- شالكه 04
- نادي بانيونيس لكرة القدم
- أرمينيا بيليفيلد
- نادي بوخوم

## وصلات خارجية
- مايكل ديلورا على موقع قاعدة بيانات كرة القدم.إي يو (الإنجليزية)
- مايكل ديلورا على موقع بيانات كرة القدم. دي إي (الألمانية)
- مايكل ديلورا على موقع عالم كرة القدم.نت (الإنجليزية)

- الموقع الرسمي